# Таїс Афінська (роман)
«Таї́с Афі́нська» — історичний роман Івана Антоновича Єфремова, написаний у 1972 році. У книзі розповідається про долю афінської гетери Таїс, яка користувалася прихильністю Александра Великого. Автор написав роман, ґрунтуючись на реальних історичних подіях з 337 по 308 р. до нашої ери, доповнюючи їх вигаданими подіями і персонажами.

## Історичний контекст
Книга заснована на відомому за античними джерелами історичному епізоді: спаленні у 330 році до н. е. Персеполісу, однієї зі столиць перської імперії Ахеменідів, на думку деяких істориків, спровокованого саме Таїс. Цей епізод знайшов втілення в картині Дж. Рейнольдса (1781), де зображена актриса в ролі Таїс з факелом у руках. Через деякий час Таїс вийшла заміж за Птолемея, а після смерті Александра повернулася в Єгипет і стала царицею в Мемфісу.
Дія роману починається в 337 р. до н. е., незабаром після битві при Херонеї, в якому македонський цар і батько Александра Філіпп II, раніше завоюванням і підкупом приєднав до своєї імперії ряд сусідніх держав, розгромив грецькі армії Афін та Фів. Це дало йому можливість заснувати «Коринфський союз», надавши йому командування над арміями всіх грецьких полісів для планованої війни проти імперії Ахеменідів. Держава Ахеменідів була заснована в середині VI ст. до н. е. перським царем Кіром Великим, який завоював три з чотирьох найбільших держав регіону на той момент — Мідію (Середня Азія), Лідію (Мала Азія) і Вавилонію (Межиріччя). Останнє, Єгипет, було захоплене спадкоємцями Кіра в 525 р. до н. е.. У першій половині V ст. до н. е. експансію Ахеменідів, незважаючи на важкі втрати, зупинили грецькі поліси (Греко-перські війни). Наприкінці століття від імперії відколовся Єгипет, і лише у 343 р. до н. е. Артаксерксу III, дядькові останнього ахеменідського царя Дарія III, вдалося заново його завоювати.
Історичний період безпосередньо після перемоги над Персією став розквітом грецької культури. У цей період процвітали всілякі містерії та філософські школи — не тільки в Греції, але і по всім середземноморським та близькосхідним регіонам, що сприяло поширенню в них релігійного синкретизму. Єдина історична похибка, яку, за його ж словами, допустив автор, належить до давньогрецької скульптури — персонажі роману не могли обговорювати статую Венери Мілоської, оскільки її було створено лише два століття по тому.
У період подій, що описуються в романі, на півночі Індійського субконтиненту правила могутня династія Нанда, а на Апеннінському півострові Римська республіка підпорядкувала собі інших членів Латинського союзу. Побіжно згадуються також Стародавній Китай, розділений на той момент на кілька Воюючих царств через слабкість династії Чжоу, і Юдейське царство, правителі якого після звільнення Кіром з вавилонського полону визнали владу Ахеменідів і побудували Другий Храм.

## Персонажі історичногороману

### Греки
| Таїс               | Афінська гетера, головна героїня роману. Позашлюбна дочка афінянина і критянки, успадкувала зовнішність матері і була віддана в школу гетер в Коринфі в ранньому віці. До сімнадцяти років вже знаменитість в Афінах, прозвана за свою майстерність «четвертою Харитою». За словами Делоського філософа, її ім'я означає «земля Ісіди». Орфічне ім'я Таїс — Тию. У тексті роману саме Таїс є царицею амазонок. |
| Егесіхора          | Гетера родом зі Спарти, найближча подруга Таїс в Афінах, рівна їй у красі та досягненнях. Безрозсудна сміливість стає причиною її втечі з Греції до Єгипту. |
| Клонарія           | Перша рабиня Таїс в Афінах. Ревнує господиню до Гесіони, яку зве «народженою змією» (що є дослівний переведенням її імені). Незадовго до від'їзду з Єгипту Таїс продає її місцевому купцеві за умови, що той візьме її в дружини. |
| Гесіона            | Фіванка, що потрапила в рабство після Руйнування Фів Александром. Під час захоплення міста була зґвалтована солдатами, тому ще багато років уникає чоловіків. Відразу після покупки Таїс відпускає її на волю, але вона втративши всіх близьких залишається з «пані». |
| Аристотель         | Учень Платона і вчитель Александра, що заснував в Афінах свій Лікей. |
| Філопатр           | Афінський багач, закоханий в Таїс і готовий заплатити величезні суми за її прихильність. Таїс його ігнорує і віддає перевагу Птолемею, який не володів на той момент ніякими багатствами. |
| Еосітей            | Вигаданий молодший двоюрідний брат спартанського правителя Агіса III, якого тяжке становище Спарти змушує відправлятися зі своїм загоном найманцями в Єгипет. Є шанувальником Егесіхори і надає їй можливість втекти з Афін на його кораблі. Хоча в Єгипті Егесіхора довгий час залишається з ним, вона кидає його, як тільки отримує звістку про приїзд Неарха.                                               |
| Менедем            | Вигаданий спартанський воїн із загону Еосітея. Таїс зустрічає його в Лаконії і швидко прив'язується до нього. Після того, як він рятує її в Крокодилополі, вона вирішує перервати зв'язок з Птолемеєм і залишитися з Менедемом. Однак незадовго до приїзду Птолемея спартанець гине від рани, нанесеної Еосітеем.                                                                                              |
| Делосський філософ | Вигаданий філософ з острова Делос, приїхав до Єгипту шукати давню мудрість у храмі Нейт. На ім'я в романі жодного разу не згадується. |
| Лісіпп             | Знаменитий скульптор, під патронажем самого Александра відкрив студію в Екбатанах. У романі — орфік високого рівня посвяти, один з наставників Таїс. |
| Клеофрад           | Друг Лісіппа і теж скульптор, ліпить тільки жінок і тому не досяг слави. Таїс служить моделлю його останньої роботи — статуї Афродіти, яку він відливає зі срібла. |
| Ехефіл             | Улюблений учень Лісіппа. |

### Македонська армія
| Александр | Македонський царевич, який очолив Коринфський союз після загибелі батька, короля Філіпа II. У романі представлений людиною, одержимою ідеєю досягти східного краю світу (який за давньогрецьким уявленням перебував за Індією). До мети своєї йде шляхом завоювання, використовуючи загартовану македонську армію і власний військовий геній. У його раптовій смерті Таїс довгий час звинувачує себе. |
| Птолемей  | Близький друг Александра і досвідчений полководець. Першим з македонців зустрічає Таїс в Афінах і закохується в гетеру (всупереч її очікуванням, що його зачарує Егесіхора). Прагматичний і врівноважений, згоден постійно перебувати в тіні Александра, але при цьому не втрачає можливості роздобути нові багатства і владу. На відміну від Александра відкрито домагається прихильності багатьох жінок. Хоча саме він стає чоловіком Таїс, вона для нього — перша жінка з багатьох. Таїс, в свою чергу, багато разів заявляє про байдужість до зв'язків чоловіка, але вони все одно стають причиною їх сварок. |
| Гефестіон | Найближчий з друзів Александра. У романі відіграє дуже малу роль, хоча саме його раптова смерть підриває дух Александра, який і сам помирає через кілька місяців. Поряд з його мавзолеєм відбувається остання зустріч Таїс та Александра. |
| Неарх     | Критянин, одержимий морем, друг Александра і головнокомандувач його флоту. З першого погляду закохується в Егесіхору і глибоко вражений її смертю, проте незабаром знаходить розраду у відносинах з Гесіоною, з якою вони стають майже нерозлучні. На прохання Александра одружується не з нею, але зберігає вірність Гесіоні. У романі Неарх пропадає безвісти при спробі обійти Африку по морю. |
| Кліт      | Воєначальник Александра, якого Таїс вперше зустрічає в Мемфісі. У романі особливої ролі не грає. |
| Леонтіск  | Вигаданий командир фессалійської кіннотників, проявив героїзм в битві при Іссі і наближений до Александра. |
| Лікофон   | Один з фессалійських охоронців Таїс в храмі Атаргатіс, приставлених до неї Леонтіском. Закохується в «жрицю ночі», але не знаючи звичаїв храму (чоловік повинен голими руками розірвати міцну мережу, використовувану жрицею як одяг, перш ніж та відповість йому взаємністю), виявляється важко поранений. Під час одужання прив'язується до За-Ашт і одружується з нею у Вавилоні. |

### Інші
| За-Ашт   | Фінікійська рабиня Таїс, подарована їй в Тирі, яку та характеризує як «злу і горду». |
| Еріс     | Мулатка, вигадана «жриця ночі» храму Атаргатіс. |
| Леонтіск | Син Таїс і Птолемея, в романі названий на честь фессалійського Леонтіска. Успадкував від матері критську любов до моря.                                                                                                 |
| Ірана    | Дочка Таїс і Птолемея, народжена в Єгипті. У дитинстві мріє стати гетерою, як мати, але Таїс відмовляє її від цього. Наприкінці роману Таїс і Еріс залишають її на виховання у друзів на Кіпрі, вирушаючи в Уранополіс. |

## Сюжет

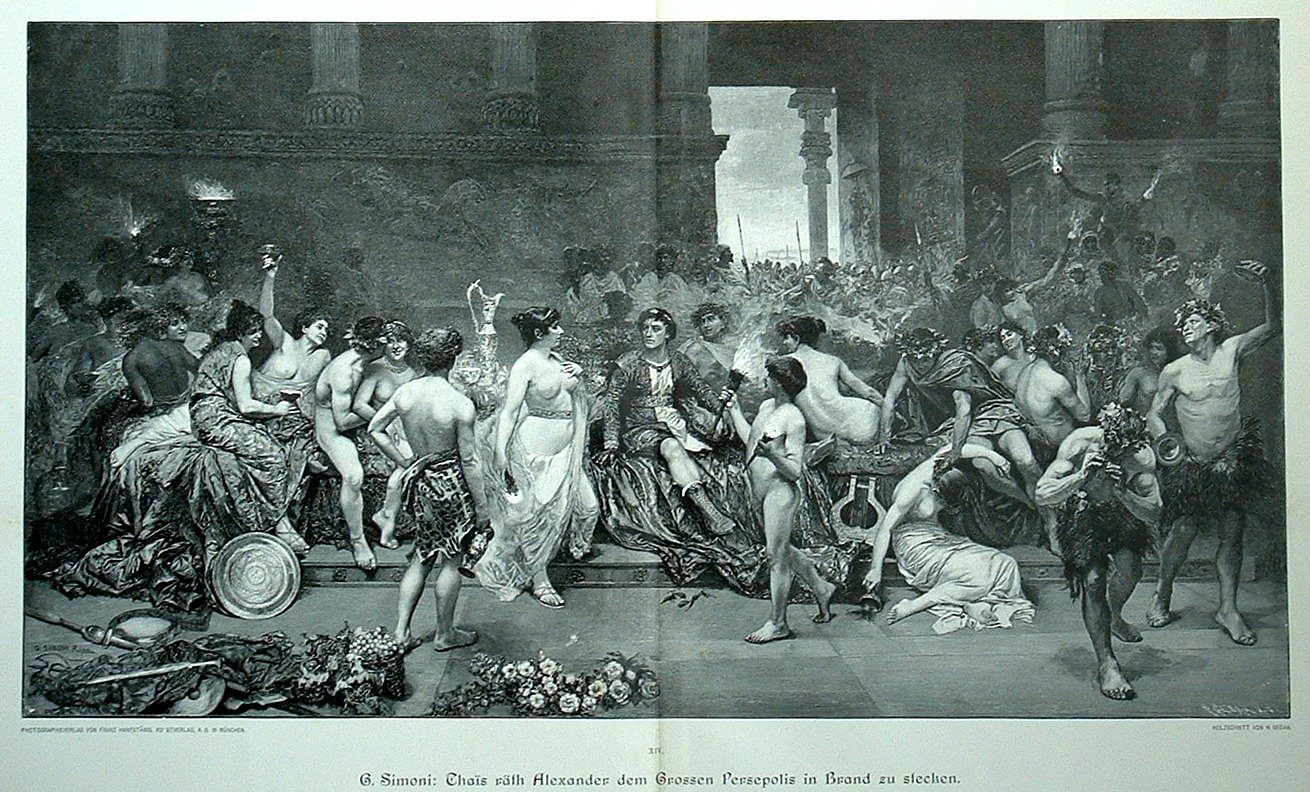
Таїс закликає Александра до спалення царського палацу в Персеполі.

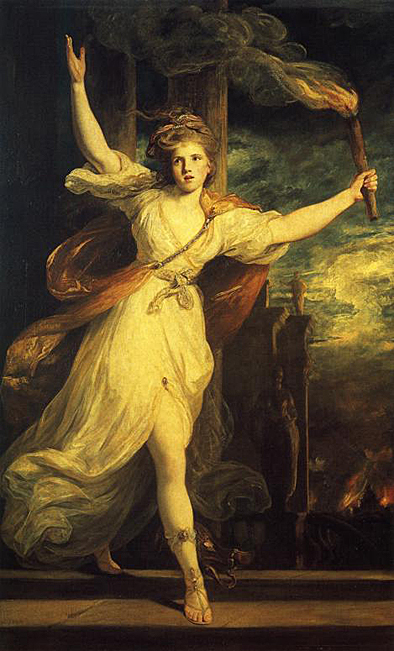
Таїс підпалює Персеполіс. Картина Джошуа Рейнольдса

Афіни, 337 рік до н. е.. Царевич Александр і його найближчі друзі — Птолемей, Неарх та Гефестіон — знаходяться у вигнанні. Птолемей зустрічає на березі моря 17-річну, але вже знамениту гетеру Таїс. Вона запрошує македонців до себе, але Александр незабаром залишає її, забравши Гефестіона. Перед його відходом Таїс пророкує йому велику долю. Неарх, зачарований її найкращою подругою, гетерою-спартанкою Егесіхорою, а Птолемей — самою Таїс. Наступного дня Таїс запрошує Птолемея до себе, відповідаючи на його почуття. Однак він незабаром змушений покинути Афіни слідом за Александром, який посварився з батьком і втік до Епіру. На прощання Птолемей дає Таїс обіцянку стати царем і зробити її своєю царицею.
Афіни, серпень 335 року до н. е. Александр, який став царем Македонії після загибелі батька, зруйнував Фіви, придушуючи повстання проти влади Македонії в Коринфському союзі, і готується до походу на Персію. Таїс купує на ринку рабів молоду фіванку на ім'я Гесіона і дарує їй свободу. У пошуках батька Гесіони, який імовірно теж потрапив у рабство, Таїс звертається до засновника в Афінах лікею Арістотеля, але зухвалість Гесіони гнівить філософів, і дівчат рятує лише колісниця Егесіхори. Покалічені філософи подають скаргу владі, і гетери з Гесіоною біжать до Спарти на кораблі Еосітея, командира спартанських наймананців і шанувальника Егесіхори. Перед самим від'їздом Таїс знаходить незнайомого скульптора (Клеофрада), який обіцяє виліпити її, коли «прийде час». В Лаконії Еосітей, найнятий єгипетським фараоном Хабабашем, збирає великий загін, один з членів якого — спартанський богатир Менедем — прив'язується до Таїс. Таїс і Егесіхора в супроводі Менедема і Еосітея вирушають до столиці Спарти, а після повернення беруть участь у полюванні на кабанів на берегах Еврота. Загін Еосітея, нарешті, відправляється до Мемфісу, і гетери вирішують приєднатися до них. По дорозі до Єгипту вони причалюють в Маталі, де Таїс досліджує стародавні критські руїни.
Мемфіс, 333 рік до н. е.. Таїс обживається в Єгипті, хоча їй і неприємно поклоніння єгиптян своїм звіроподібним богам. Останнє дратує місцевих жерців, але вона не надає цьому значення. Цікавлячись знаменитим храмом-лабіринтом, вона в відправляється в Крокодилополь, але відстає від Гесіона і Менедема і потрапляє в руки служителів Себеку, які залишають її на поталу храмовому крокодилу в покарання за зухвалість раніше. Тільки своєчасне повернення супутників рятує гетеру від смерті. Після повернення в Мемфіс вони дізнаються про перемогу Александра в битві при Іссі і про облогу Тиру. Таїс купує коня на ім'я Салмаах і починає багато їздити верхи. В одній з таких прогулянок вона рятує життя літньому філософу з Делосу, який з часом стає її духовним наставником. Філософ просить Таїс відправитися на схід з військом Александра і обіцяє посвятити її в таїнство орфіків. Таїс проводить в древньому храмі Нейт дев'ять днів, в ході яких проходить ритуал посвяти орфіків і дізнається безліч нового про релігії світу.
Таїс повертається в Мемфіс і дізнається, що спартанці Еосітея повертаються до Греції, тому що фараон втік, дізнавшись, що Александр зруйнував Газу і рухається до Єгипту. Егесіхора вирішує кинути Еосітея і чекати Неарха, але спартанець, дізнавшись про це, з ревнощів посилає до неї вбивць. Таїс привозить тіло подруги в спартанський табір і закликає Еосітея до відповіді. Воєначальник намагається її вбити, Менедем заступається за кохану, і воїни вбивають один одного в сутичці. Таїс споруджує похоронне багаття для подруги і коханого, після чого проводить багато днів під замком. Після від'їзду наставника до Греції Таїс перебуває в депресії, знаходячи єдину розраду в одиноких танцях. До життя її повертає приїзд Александра, але зустрічі з ним вона уникає. Прийнявши капітуляцію Єгипту, завойовник їде до оракула Амона в пустелі, а Таїс знаходить Неарха. Критянин приголомшений смертю Егесіхори, цілком присвячує себе справам — Александр довірив йому будувати гавані майбутньої Александрії. Під час плавання до Фаросу Неарх і Гесіона закохуються один в одного на радість Таїс. Після повернення в Мемфіс, Таїс вперше за п'ять років зустрічає Александра, Птолемея і Гефестіона, а також Келіта Чорного та фессайліського кіннотника Леонтіска. На честь нового «фараона» дається сімпосій, де Таїс за допомогою Гесіони і Салмани виконує танець амазонок, а Александр знайомить її з Лісіппом.

Навесні 331 року до н. е. Александр повертається в Тір готувати похід на Персію. По дорозі туди Птолемей і Леонтіск дарують гетері інохідця Боанергос. Неарх вирушає з Гесіоною на Євфрат будувати флот. З Тіри македонці вирушають до Персії, а Таїс за наполяганням Птолемея — в Ієраполь, де знаходиться храм Атаргатіс (Астарти-Реї — Кібели). У храмі Таїс приймають радо, а упізнавши в ній присвячену орфіків — причащають до містерій вищого розряду. Під враженням від обрядів Великої Матері її нова рабиня, фінікійка За-Ашт, просить гетеру залишити її в храмі жрицею. Один з охоронців Таїс, Лікофон, не знаючи звичаїв храму, намагається доглядати за однією з жриць і майже гине від її руки. Інша жриця, Еріс (названа в честь богині розбрату), проявляє милосердя до воїна, і його рятують. Щоб Еріс не вбили за порушення законів храму, Таїс обмінює її на За-Ашт. Кілька днів по тому в храм прибуває Леонтіск зі звісткою про перемогу при Ґавгамелах. Перед самим від'їздом Таїс викуповує назад За-Ашт, що провалила посвяту в жриці.
Вавилон, осінь 331 року до н. е.. Таїс чекає приїзду Птолемея, який без бою займає Сузи та Екбатану. Під час нічного купання в Єфраті вона випадково зустрічає плаваючого Александра і запрошує його до себе. Цілу добу вони віддаються любові, посилену афродизіаком, подарованим гетерою в храмі Атаргатіс. Потім Александр повертається до палацу. Незабаром прибуває Птолемей, доповівши Александру, що головна скарбниця перського царства знаходиться в Персеполісі, і завойовник приймає рішення про похід до столиці, щоб не дати Дарію підвести війська. Таїс слідує за армією інкогніто, і хоча Александр на марші випадково розкриває її обман, він дозволяє їй слідувати за ним. 

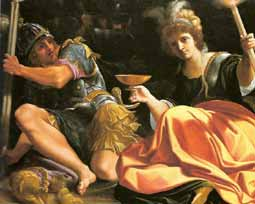
Лодовіко Карраччі, Александр і Таїс

Після безкровного захоплення Персеполісу, згадавши виступ Таїс в Мемфісі, Александр загоряється ідеєю розіграти прибуття цариці амазонок «Фалестри», щоб стати його дружиною і підданих. Таїс в ньому відводиться роль цариці, а Еріс — її военачальниці. Подання вдається, хоча на життя «Фалестри» здійснюють замах, яке запобігає Еріс. Після відбуття «амазонки», Таїс, збентежена своїм фіктивним весіллям з Александром, на бенкеті виголошує промову, згадуючи спалення Афін Ксерксом перед битвою при Саламіні і закликає до спалення Персеполісу. Піддавшись її пориву, Александр підпалює місто.
Екбатана, 327 рік до н. е. Таїс — дружина Птолемея, ростить їх сина, названого на честь вбитого скіфами під Александрією Есхата Леонтіска. Отримавши листа від Гесіони, вона пише розгорнуту відповідь, згадуючи кару Каллісфена, вбивство Келіта, і весілля Александра з Роксаною. Після відправлення листа Таїс і Еріс відвідують Лісіппа, який переїхав до Екбатану. У його майстерні Таїс знову зустрічає Клеофрада. Вони з Еріс позують і танцюють для скульпторів і обговорюють з приїжджими філософами з Індії статую Венери Мілоської і ідеал жіночої краси. Після інциденту зі спробою викрадення Еріс Таїс дарує рабині свободу. Таїс погоджується стати моделлю Клеофрада, а Еріс — улюбленого учня Лісіппа Ехефіла, який у неї безнадійно закохується. Лісіпп пророкує невдачу індійського походу Александра. У його майстерні Таїс зустрічається з літнім мандрівником зі Серединної Імперії. Таїс спонсорує статую Клеофрада, яку він відливає зі срібла, і їх з Ехефілом роботи — Афродіта Анадиомена та Артеміс Аксіопена — виявляються завершеними майже одночасно. Через кілька днів Клеофрад запрошує Таїс, Еріс і Гесіона на сімпосій, де розкриває, що він з Кеа, і за звичаєм приймає отруту, досягнувши похилого віку. Лісіпп і Таїс вирішують продати його Анадіомену Александру, коли той повернеться, і в очікуванні відправляються до Вавилону.
Еріду, 326 рік до н. е. Лісіпп, Таїс, Еріс і Ехефіл гостюють в індуїстському храмі, де зберігається Артеміс Аксіопена Ехефіла. Після тривалих бесід з жерцями їм дозволяють бути присутнім при потенційно смертельному ритуалі «поцілунку змія», а Таїс і Еріс — і брати участь в ньому. Потім Лісіпп з жінками повертається до Вавилону, а Ехефіл залишається в храмі — ліпити статуї місцевих жриць.
Екбатана, 323 рік до н. е. Індійський похід провалився, і Александр з армією повернувся до Вавилону. Таїс поїхала до сина в Екбатану. Там її відвідує Гефестіон, але незабаром помирає від раптової хвороби. Александр покошені смертю найкращого друга, і в квітні Таїс зустрічає його в останній раз. Через два місяці Александр вмирає у Вавилоні. Птолемей пропонує розділ імперії і вимагає собі Єгипет. У Роксани народжується син, і Птолемей, захопивши саркофаг з тілом Александра, вирушає з Таїс в їхнє нове царство.
Мемфіс, 317 рік до н. е. Таїс і Птолемей посварилися через Береніку і правлять окремо: вона — в Мемфісі, він — в Александрії. Неарх і Гесіона зникли безвісти при спробі обійти Африку. Після повернення з храму Нейт Таїс намагаються отруїти, але вбивають лише Боанергоса. Наступний замах мало не коштує життя Еріс. Не бажаючи більше втрачати друзів, цариця назавжди залишає Мемфіс і відправляється в Александрію до чоловіка. Ворогом Таїс виявляється двоюрідний брат Береніки, який сховався після замаху. Таїс і Птолемей обговорюють умови розлучення, за яким вона позбувається царського титулу, але отримує багатства і дочку Ірану, а син — залишається з батьком. Зустрівшись наостанок з Леонтіском, Таїс з Еріс та Ірану відправляються до Кіпру. Там вони проводять вісім років, поки не дізнаються про вбивство Роксани і сина Александра. Це звалили сорокап'ятирічну Таїс у важку кризу. У храмі Афродіти Амбологери вони дізнаються про Алексарха і Уранополіс — утопічне місто вільних людей, куди вони з Еріс і переїжджають, залишивши Ірану на виховання на Кіпрі.
На цьому історія Таїс Афінської обривається — незабаром після її прибуття в Уранополіс місто було зруйноване іноземними загарбниками. Кінцівка роману навмисно залишається відкритою, але один варіант епілогу сповіщає — в рабство до завойовників Таїс та Еріс не потрапили.

## Історія видань
- Перше видання нескороченого варіанту: Єфремов І. А. Зібрання творів у 6-ти томах. Т. 6. Таїс Афінська: Іст.роман. — М.: Сучасний письменник. 1992. — 496 с. ISBN 5-265-02740-8